# أولاد سيدي الشيخ (لعوينات)
أولاد سيدي الشيخ هو دُوَّار يقع بجماعة لعوينات، إقليم جرادة، جهة الشرق في المملكة المغربية. ينتمي الدوّار لمشيخة لعوينات التي تضم 8 دواوير. يقدر عدد سكانه بـ 241 نسمة حسب الإحصاء الرسمي للسكان والسكنى لسنة 2004.

## روابط خارجية
- البوابة الوطنية للجماعات الترابية
- المندوبية السامية للتخطيط